# اتینامات
اتینامات (به انگلیسی: Ethinamate) (Valamin, Valmid) دارویی از مشتقات کاربامات با اثر کوتاه مدت و دارای خواص خواب‌آوری و آرامبخشی است که برای درمان بی خوابی مورد استفاده قرار می‌گیرد. استفاده منظم از آن می‌تواند منجر به تحمل دارویی در فرد شود و معمولاً بیش از ۷ روز مؤثر نیست و استفاده طولانی مدت می‌تواند منجر به وابستگی شود. این دارو با داروهای دیگر (به ویژه بنزودیازپین‌ها) جایگزین شده‌است و در کشورهای هلند، ایالات متحده یا کانادا موجود نیست.

## سنتز
سنتز اتینامات (۱-اتینیل‌سیکلوهگزانون کاربامات) با ترکیب استیلن و سیکلوهگزانون برای ایجاد ۱-اتینیل‌سیکلوهگزانول آغاز می‌شود و سپس در واکنش بعدی با فسژن و در ادامه با آمونیاک واکنش داده و به کاربامات تبدیل می‌شود. مقداری از فلز لیتیم یا فلزات مشابه آن برای ایجاد واکنش بین استیلن با سیکلوهگزانون، در مرحله اول، استفاده می‌شود.